# Detrás de la mentira
Detrás de la mentira es una película en blanco y negro de Argentina dirigida por Emilio Vieyra sobre el guion de Abel Santa Cruz que se estrenó el 12 de diciembre de 1962 y que tuvo como protagonistas a Alfonso De Grazia, Julia Sandoval, Eduardo Cuitiño y Teresa Blasco. 
Colaboró como camarógrafo el futuro director de cine y de fotografía, Aníbal Di Salvo. Fue el último filme de Eduardo Cuitiño. El director hace un cameo como cajero en un bar.

## Sinopsis
Un obrero se incorpora a una célula comunista.

## Reparto
- Alfonso De Grazia … Atilio Roca
- Julia Sandoval …Julia
- Eduardo Cuitiño …Dublín
- Teresa Blasco …Amanda
- Alberto Bello …Comisario
- Pedro Laxalt …Carmelo Roca
- Homero Cárpena …Instructor
- Carlos Carella …Fabio
- Julio De Grazia …Hermano de Amanda
- Carlos Cores …Agustín García Casas
- Osvaldo Terranova …Don Pedro
- Josefa Goldar …Sra. Roca
- Claudio Martino …Mauricio
- Aldo Mayo …Bertis
- Héctor Gióvine …Armando
- Alberto Barcel …Don Juan
- Ángela Ferrer Jaimes …Madre de Amanda
- Cecilia Falcó
- José Maurer
- Pepita Férez …Sra. Dublín
- Carlos Pamplona …Mozo
- El Quinteto Real
- Emilio Vieyra …Cameo (cajero del bar)

## Comentarios
El Heraldo del Cine comentó sobre el filme:

”Personajes bidimensionales, abundantes toques melodramáticos y parlamentos rimbombantes.”

Manrupe y Portela escriben:

”Abominable película anticomunista de petardismo risible  e irritante e indudable interés histórico. Cinematográficamente aceptable.”

Por su parte Roberto Blanco Pazos y Raúl Clemente dicen:

”Una de las películas más discutidas y denostadas de la década de 1960, ofrece una ingenua visión sobre los movimientos extremistas durante esos años. Por su facturapodría considerárselea entre lo mejor que ha dirigido Vieyra: posee buen ritmo narrativo, registra parejo nivel interpretativo y cuidada técnica.”

Muy interesante para le época y es un buen aporte a la historia. Buena actuación de Alfonso De Grazia.